# Nina Dobrev

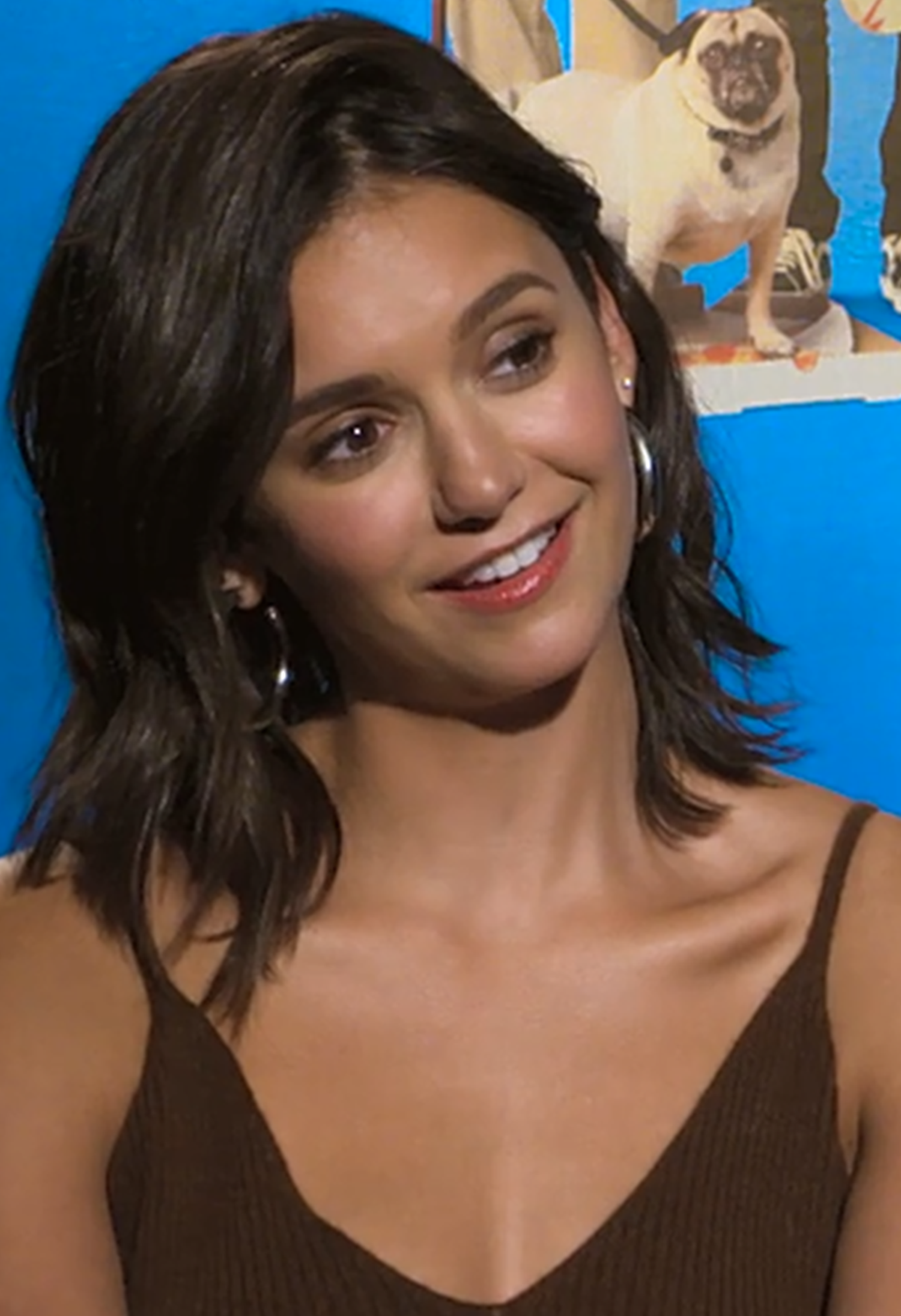
Nina Dobrev (2018)

Nina Dobrev (bulgarisch Николина Добрева bzw. Нина Добрев; * 9. Januar 1989 in Sofia, Bulgarien, als Nikolina Kamenowa Dobrewa) ist eine bulgarisch-kanadische Schauspielerin. Bekannt ist sie für ihre Rolle der Elena Gilbert und Katherine Pierce der Fernsehserie Vampire Diaries (2009–2017).

## Leben
Dobrevs Mutter ist Künstlerin, ihr Vater Computerspezialist; sie hat einen älteren Bruder. 1991 übersiedelte die Familie ins kanadische Toronto.

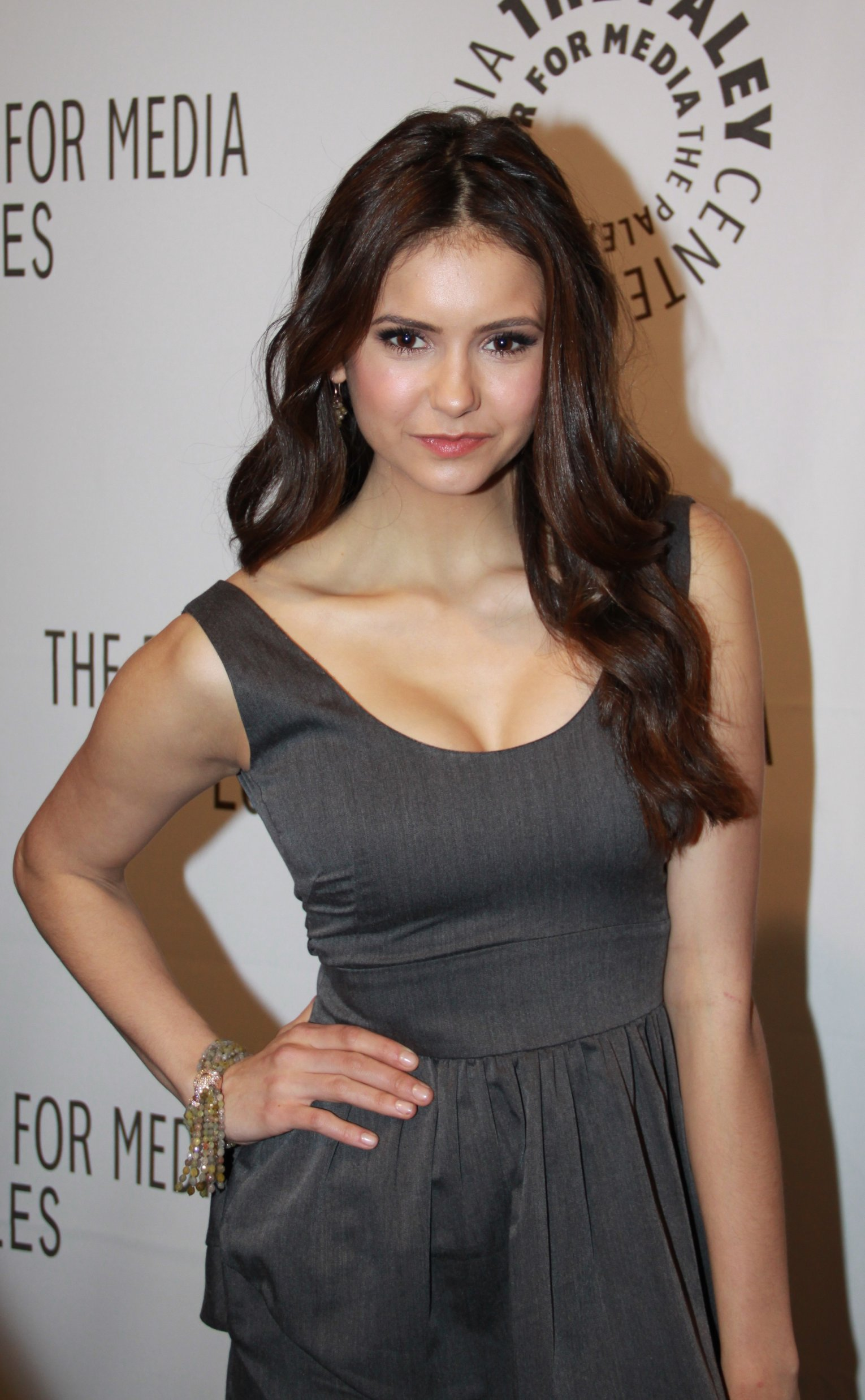
Nina Dobrev (2010)

Dobrev besuchte die JB Tyrrell Sr. Public School und das Wexford Collegiate Institute in Scarborough (Toronto). Schon in jungen Jahren begeisterte sie sich für verschiedene künstlerische Bereiche. Neben Tanz, Gymnastik, Theater, Musik und bildender Kunst zählte hierzu auch das Schauspiel. In der folgenden Zeit nahm Dobrev Unterricht an der Dean Armstrong Schauspielschule, wo sie von einigen Agenturen entdeckt wurde. Über Tätigkeiten als Model und Auftritte in Werbespots kam sie schließlich zum Medium Film. Nach Auftritten in diversen Produktionen wie Chloe oder Never Cry Werewolf erhielt sie 2009 die Hauptrolle in der Mystery-Serie Vampire Diaries. Dort verkörpert sie in einer Doppelrolle die Figuren Elena Gilbert und Katherine Pierce (auch bekannt als Katerina Petrova).
2011 hatte sie einen kurzen Auftritt als Maria im Film The Roommate, in dem Leighton Meester und Minka Kelly die Hauptrollen übernahmen.
Im Sommer desselben Jahres drehte sie an der Seite von Emma Watson und Logan Lerman den Film Vielleicht lieber morgen, wo sie eine der Nebenrollen verkörpert. Der Film erschien am 1. November 2012 in den Kinos.
Im April 2015 gab sie ihren Ausstieg bei Vampire Diaries nach dem Ende der sechsten Staffel bekannt. 2017 verkörperte sie die Becky im Film xXx: Die Rückkehr des Xander Cage und erhielt im selben Jahr die Hauptrolle in Flatliners. Weitere Fernseh- und in erster Linie Filmrollen folgten, ihr Schaffen umfasst rund 50 Produktionen.
Im September 2013 zierte Nina Dobrev erstmals das Cover eines großen US-amerikanischen Lifestyle-Magazins, der Cosmopolitan.
Nina Dobrev war 2010 bis 2013 mit ihrem Co-Darsteller aus Vampire Diaries, Ian Somerhalder, und von Oktober 2015 bis Anfang 2016 mit dem amerikanischen Schauspieler Austin Stowell liiert. Seit 2020 ist sie mit dem pensionierten Profi-Snowboarder, Skateboarder und Olympiasieger Shaun White zusammen. Ende Oktober 2024 gaben sie ihre Verlobung bekannt.
Dobrev spricht fließend Englisch, Bulgarisch und Französisch. Fürs deutschsprachige Fernsehen wird sie meist von Tanya Kahana synchronisiert. Während der Dreharbeiten zu Vampire Diaries lebte sie in Atlanta. Seit 2015 wohnt sie in Los Angeles.

## Filmografie
- 2006: Playing House (Fernsehfilm)
- 2006: An ihrer Seite (Away from Her)
- 2006–2009: Degrassi: The Next Generation (Fernsehserie, 35 Folgen)
- 2007: How She Move
- 2007: Zwischen den Fronten (The Poet)
- 2007: Too Young to Marry
- 2007: Fugitive Pieces
- 2007: Tödliches Geheimnis (My Daughter’s Secret, Fernsehfilm)
- 2008: Never Cry Werewolf (Fernsehfilm)
- 2008: The American Mall (Fernsehfilm)
- 2008: The Border (Fernsehserie, 2 Folgen)
- 2009: Wade Allain-Marcus & David Baum: You Got That Light
- 2009: Eleventh Hour – Einsatz in letzter Sekunde (Eleventh Hour, Fernsehserie, Folge 1x12 Für alle Ewigkeit)
- 2009: Fröhliches Madagascar (Merry Madagascar, Stimme)
- 2009: Degrassi Goes Hollywood (Fernsehfilm)
- 2009: Chloe
- 2009–2017: Vampire Diaries (The Vampire Diaries, Fernsehserie, 134 Folgen)
- 2011: The Roommate
- 2011: Family Guy (Fernsehserie, Folge 9x13 Rollentausch, Stimme)
- 2011: The Super Hero Squad Show (Fernsehserie, Folge 2x17, Stimme)
- 2011: Arena
- 2012: Vielleicht lieber morgen (The Perks of Being a Wallflower)
- 2014: Let’s be Cops – Die Party Bullen (Let’s Be Cops)
- 2014: The Originals (Fernsehserie, Folge 2x05 Die rote Tür)
- 2015: The Final Girls
- 2015: Secret Agency – Barely Lethal (Barely Lethal)
- 2017: xXx: Die Rückkehr des Xander Cage (xXx: Return of Xander Cage)
- 2017: Workaholics (Fernsehserie, Folge 7x08 Termidate)
- 2017: Flatliners
- 2017: Crash Pad
- 2018: Dog Days
- 2018: Then Came You
- 2019: Run This Town
- 2019: Fam (Fernsehserie, 13 Folgen)
- 2019: Lucky Day
- 2021: Love Hard
- 2022: Redeeming Love
- 2023: The Out-Laws
- 2023: Sick Girl – Lügen haben kurze Beine (Sick Girl)
- 2024: The Bricklayer – Tödliche Geheimnisse (The Bricklayer)
- 2024: Reunion

## Auszeichnungen
Dobrev wurde fünf Jahre in Folge für ihre Darstellung der Elena Gilbert in Vampire Diaries mehrfach ausgezeichnet.
- 2010: Teen Choice Award in der Kategorie Choice TV Breakout Star – Female[9]
- 2010: Teen Choice Award in der Kategorie Choice TV Actress – Fantasy/Sci-Fi[9]
- 2011: Teen Choice Award in der Kategorie Choice TV Actress – Fantasy/Sci-Fi[10]
- 2012: People’s Choice Award in der Kategorie Favorite TV Drama Actress[11]
- 2012: Teen Choice Award in der Kategorie Choice TV Actress – Fantasy/Sci-Fi[12]
- 2013: Teen Choice Award in der Kategorie Choice TV Actress – Fantasy/Sci-Fi[13]
- 2014: People’s Choice Award in der Kategorie Best On-Screen Chemistry für das Paar Elena Gilbert und Damon Salvatore[14]
- 2014: Teen Choice Award in der Kategorie Choice TV Actress – Fantasy/Sci-Fi[15]
- 2015: People’s Choice Award in der Kategorie Favorite TV Duo für das Paar Elena Gilbert und Damon Salvatore[16]
- 2015: Teen Choice Award in der Kategorie Choice TV Actress – Fantasy/Sci-Fi[17]
- 2015: Teen Choice Award in der Kategorie Choice TV Liplock (zusammen mit Ian Somerhalder)[18]